# Sant Miquel del Pla de Manlleu
La capella de Sant Miquel del Pla de Manlleu és un monument protegit com a bé cultural d'interès local del municipi d'Aiguamúrcia (Alt Camp).

## Descripció
De l'antiga capella de Sant Miquel només es conserven l'absis i els murs. Per les restes que es conserven es pot veure la seva planta rectangular dividida transversalment en dos cossos per un arc apuntat de 19 dovelles de pedra. La porta d'accés, de mig punt, es troba a la façana, tot i que originàriament s'obria en un mur lateral. De la volta de canó, esfondrada en gran part, se'n conserva l'encaix amb l'absis de planta semicircular, que manté la seva teulada primitiva. L'obra és de pedra.

## Història
L'església apareix documentada en el testament d'Elisenda de Fonollar l'any 1247 i en altres documents del 1308. L'any 1591 tenia un benefici de 20 lliures anuals que rebia don Tomàs Rourich i ja es trobava sota l'advocació de Sant Miquel Arcàngel. La capella va ser abandonada el 1931.